# Principato di Oneglia
Il principato di Oneglia fu un minuscolo Stato indipendente, dapprima signoria, amministrato da una serie complessa di consignori della famiglia Doria del ramo di Babilano. 
Successivamente entrò a far parte degli Stati dei duchi di Savoia poi confluiti, con la Fusione perfetta del 1847, nel Regno di Sardegna, divenuto Regno d'Italia ed infine Repubblica Italiana.

## Geografia
La sua posizione, nel Ponente ligure, era interessante soprattutto per i duchi di Savoia che cercavano uno sbocco sul mare, seppure in un modesto spazio circondato dalla repubblica di Genova. Nonostante l'appariscente status di principato era un feudo periferico, seppure uno dei primi dorieschi. Fu luogo di nascita del famoso ammiraglio Andrea e punto di partenza di brillanti percorsi militari personali.

## Storia

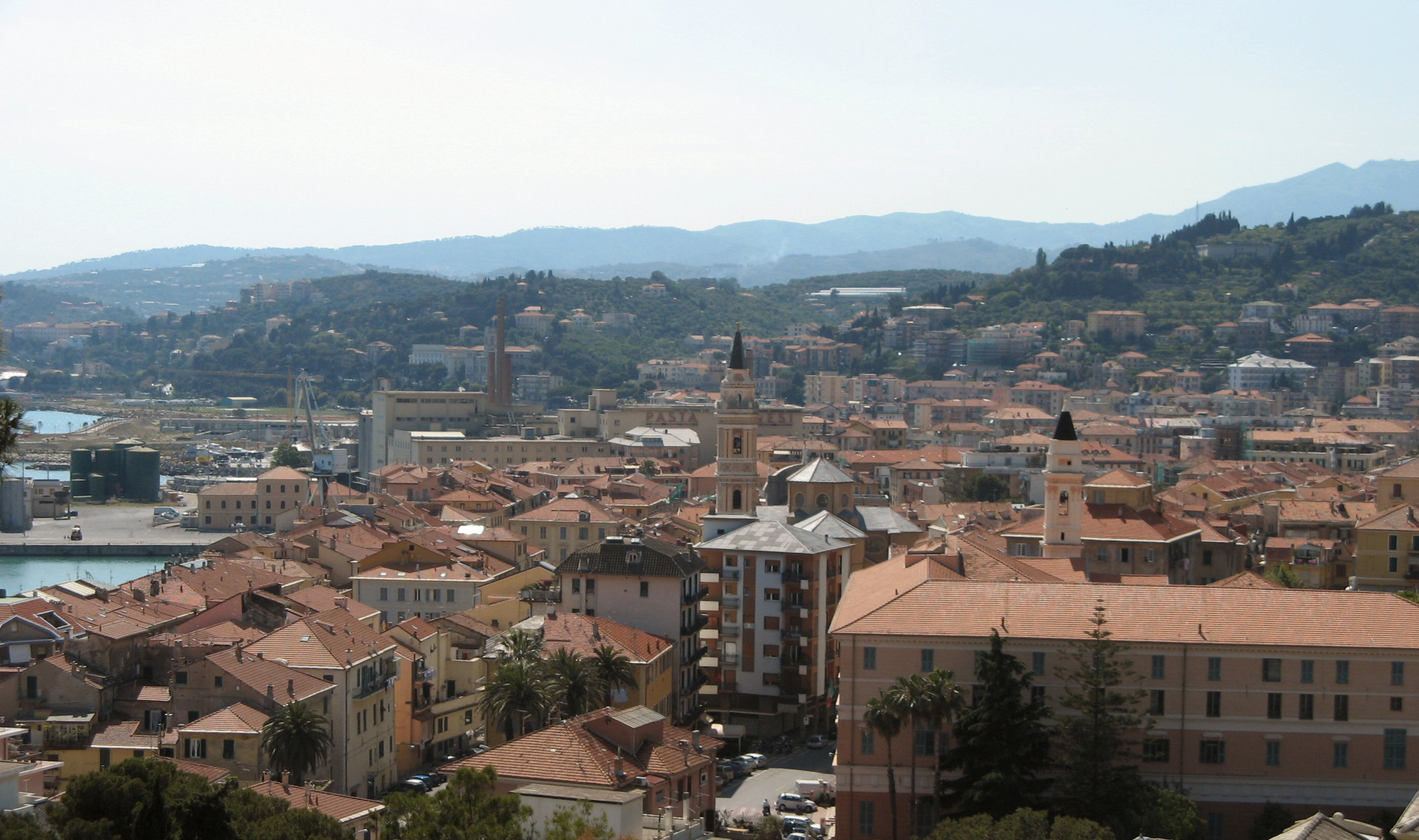
Veduta di Oneglia

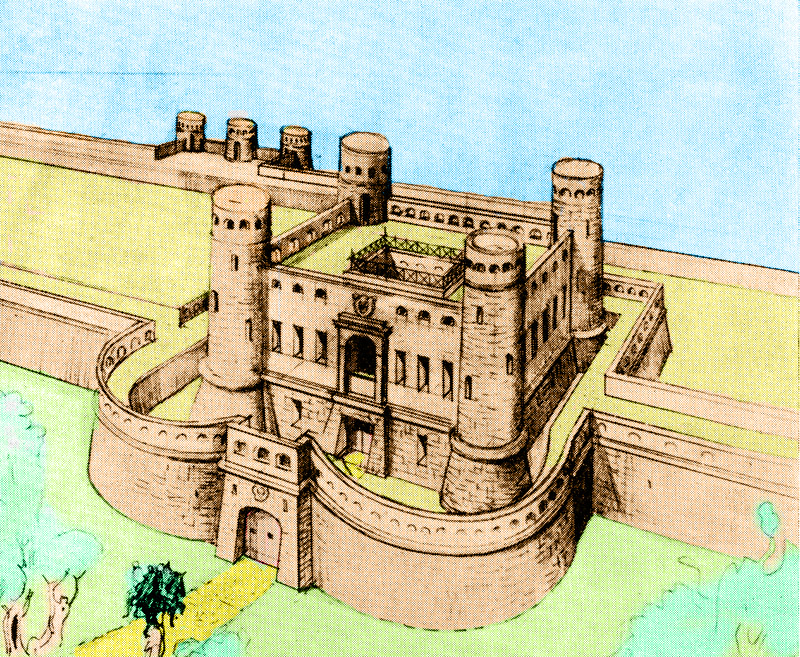
Il castello Doria a Oneglia

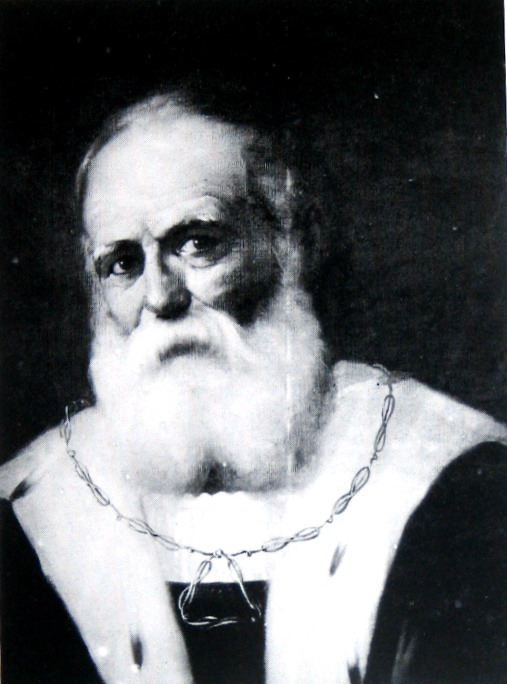
Il principe Gian Domenico Doria

Quella dei Doria è stata una delle cinque più importanti famiglie della repubblica di Genova, insieme ai Fieschi, Spinola, Grimaldi e Imperiali. 

Queste famiglie incrementarono i loro patrimoni soprattutto con le attività commerciali, finanziarie e l'acquisizione di terreni. 
Varie linee dinastiche dipartirono dal capostipite Ansaldo (1220-1290, sepolto nell'abbazia di San Fruttuoso), conquistando feudi e ranghi principeschi, marchionali, ducali, comitali e signorili.
I primi Doria intuirono che la loro scalata sociale poteva iniziare soltanto con la graduale autonomia rispetto a Genova e con il dominio su molti feudi che effettivamente riusciranno ad assoggettare dal Piemonte alla Calabria e Sardegna. Oneglia nel Duecento era un modestissimo borgo la cui unica ricchezza era il mare: ma Nicolò Doria, figlio di Babilano e di Leona di Oberto di Savignone, parti proprio da qui. L'insignificante territorio apparteneva alla diocesi di Albenga, il cui vescovo Nicolò Vaschino, con il consenso papale, lo infeudò, con relativi diritti e privilegi, al suddetto intraprendente Doria che acquisì la posizione di primo signore di Oneglia, dal 1298 al 1312. L'atto di vendita avvenne il 30 gennaio 1298 a Savona nella chiesa di Santa Maria dalle tre fontane, rogato da Pietro Grasso da Itera, notaio imperiale per il costo di undicimila lire genovesi. Grazie a tale atto, si sa che il principato comprendeva il castello e villa d'Oneglia, del Bestagno, del castello e castellania del ponte d’Assio, e villa di detto castello e castellania, delle ville di S. Pietro del Testico, e del Poggio Bottaro, di Torria, di Chiusanico, e di Gazzelli, con tutti i loro territorii e pertinenze, mero e misto impero, e totale giurisdizione, ed anche acque, molini, boscaglie, ecc.
Lo status di Oneglia era quello di feudo pontificio, come inizialmente fu per la signoria di Loano. La minore rilevanza rispetto ad altri possedimenti doriani era principalmente dovuta alla vigilanza continua di Genova e dei Savoia e all'amministrazione precaria e rissosa di molti consignori (fratelli o congiunti), che si avvicendavano alla guida del borgo. Questa discontinuità causò una precoce decadenza del feudo di cui approfittò il ducato di Savoia che bramava l'avvicinamento al mare.
I Doria, comunque, migliorarono l'assetto urbanistico del paese con la realizzazione di nuove costruzioni, come la chiesa di san Camillo, il palazzo (dove nacque il futuro ammiraglio Andrea) e, per volere di Gian Domenico, nel 1488, il castello. L'edificio era posto lungo la cinta muraria presso la foce del torrente Impero, dotato di quattro torrioni e un fossato, fu demolito nel XIX secolo. I signori, altresì, cercarono di incentivare l'agricoltura, la pesca e l'allevamento del bestiame per rendere più sopportabili le condizioni di vita degli onegliesi.
Si può ricordare, tra gli ultimi feudatari, Ceva II (1460-1476), sposo di Caracosa Doria di Dolceacqua e padre del celebre Andrea. Questi, attratto da traguardi più brillanti, permise al parente Gian Domenico (detto Domenicaccio) (1450-1505), del ramo di Giovanni, di acquistare Oneglia con un contratto perfezionato il 1 gennaio 1488 e l'esborso di 7000 ducati. Gian Domenico e la sposa Peretta di Domenico de' Mari, ricevettero per procura, il 5 gennaio successivo, nella chiesa di San Giovanni, l'omaggio feudale come primi principi di Oneglia.
Morto Domenicaccio (assassinato) nel 1505, gli succedettero i figli minori con la reggenza della principessa Peretta fino al 1512: deceduti i due maggiori rimase Stefano, consorte di Brigida Doria, che governò dal 1522 al 1537. Questi si rese impopolare emanando gride onerose e limitative delle situazioni familiari dei sudditi. Gli subentrò, infine, Giovanni Gerolamo (1537-1576) che, non amato dagli onegliesi per gli esosi tributi e l'iniquo funzionamento della giustizia (il castello era diventato il rifugio di malviventi stranieri, protetti dal podestà, vicario del principe), decise di vendere il feudo il 30 aprile 1576. Lo acquistò il duca Emanuele Filiberto di Savoia, per la somma di 41 000 scudi e la concessione a Giovanni Gerolamo dell'investitura del marchesato di Cirié. Il principato diventò parte dell'insieme degli "stati del duca di Savoia", infatti, i territori posseduti da Casa Savoia non erano uno Stato unitario, bensì un insieme di Stati sovrani indipendenti con diverse giurisdizioni, culture e lingue, uniti insieme da un'Unione personale. Si vedrà la nascita di uno Stato unitario con la Fusione perfetta del 1847, quando divenne parte ufficiale del Regno di Sardegna, quindi del Regno d'Italia nel 1861.

### Oneglia durante la rivoluzione francese
Nel periodo 1793-1794 Oneglia fu occupata dagli eserciti della Francia rivoluzionaria; la Convenzione Nazionale nominò commissario governativo l'italiano Filippo Buonarroti nell'aprile 1794. Dopo la caduta di Robespierre (luglio 1794), fu richiamato a Parigi nel 1795 a causa delle sue forti simpatie giacobine, ma Oneglia rimase sotto controllo francese per un certo tempo. In seguito alle conquiste di Napoleone, fu annessa alla Repubblica Ligure (1797) e poi al Primo Impero Francese (1805), per poi ritornare ai Savoia nel 1815, dopo il periodo della Repubblica Genovese (1814-15).

## Signori di Oneglia (1298-1488), principi di Oneglia (1488-1576)
| N° | titolo           | Nome                               | Nascita e morte        | Consorte e note                                                                                   |
| 1  | Signore          | Federico Doria                     | ? - 1298               | ?                                                                                                 |
| 2  | Signore          | Niccolò Doria                      | ? - 1312               | ?, fratello di Federico                                                                           |
| 3  | Signore          | Cattaneo Doria                     | ? - 1314               | Margherita ?, figlio di Niccolò                                                                   |
| 4  | Signore          | Aitone Doria                       | ? - 1346               | ?, figlio di Cattaneo                                                                             |
| 5  | Signore          | Ceva Doria                         | ? - 1398               | Maria Grimaldi, figlio di Aitone                                                                  |
| 6  | Signore          | Francesco Doria                    | ? - 1440               | Caterina Grimaldi, figlio di Ceva                                                                 |
| 7  | Signore          | Giovanni Doria                     | 1435 - 1477            | Luigia Doria, figlio di Francesco                                                                 |
| 8  | Signore          | Tommaso Doria                      | 1475 - 1530            | Maria Grillo, figlio di Giovanni                                                                  |
| 9  | Signore Principe | Gian Domenico Doria "Domenicaccio" | ? - 30 gennaio 1505    | Peretta de' Mari                                                                                  |
| 10 | Principe         | Stefano Doria                      | 1500 - 9 dicembre 1537 | Brigida Doria, figlio di Gian Domenico                                                            |
| 11 | Principe         | Giovanni Gerolamo Doria            | novembre 1523 - 1592   | Ippolita Doria, figlio di Stefano; nel 1576 vendette il principato a Emanuele Filiberto di Savoia |